# Stockholm (album)
Stockholm je první sólové studiové album zpěvačky Chrissie Hynde, členky skupiny The Pretenders. Vydáno bylo dne 10. června 2014 společností Caroline Records a na jeho produkci se podíleli Björn Yttling a Joakim Åhlund. Coby hosté na albu hráli například kanadský hudebník Neil Young či bývalý tenista John McEnroe (oba na kytary). Deska se umístila na 36. místě hitparády Billboard 200. Nahrána byla ve studiu Ingrid ve Stockholmu. Deska dostala svůj název právě podle tohoto města.

## Seznam skladeb
1. You or No One – 3:40
2. Dark Sunglasses – 3:05
3. Like in the Movies – 3:16
4. Down the Wrong Way – 3:37
5. You're the One – 2:50
6. A Plan Too Far – 3:13
7. In a Miracle – 3:59
8. House of Cards – 3:51
9. Tourniquet (Cynthia Ann) – 2:41
10. Sweet Nuthin' – 3:00
11. Adding the Blue – 4:38

## Obsazení
- Joakim Åhlund – kytara, doprovodné vokály
- Petter Axelsson – viola
- Zacharias Blad – doprovodné vokály
- Mattias Boström – kytara
- Ulf Engström – baskytara, doprovodné vokály
- John Eriksson – bicí, perkuse
- Andreas Forsman – housle
- Niklas Gabrielsson – bicí
- Chrissie Hynde – zpěv
- Nino Keller – bass, doprovodné vokály
- Cony Lindgren – housle
- John McEnroe – kytara
- Andreas Pettersson – kytara
- Leo Svensson – violoncello
- Neil Young – kytara
- Björn Yttling – baskytara, celesta, kytara, mellotron, varhany, perkuse, klavír, syntezátor